# Errico Malatesta
Errico Gaetano Maria Pasquale Malatesta (Santa Maria Maggiore, Campania, 4 de diciembre de 1853 - Roma, 22 de julio de 1932), más conocido como Errico Malatesta, fue un anarquista italiano, considerado uno de los principales teóricos del anarquismo moderno. Con él se puede decir que se cierra la etapa de los clásicos anarquistas (junto a Pierre-Joseph Proudhon, Mijaíl Bakunin, Benjamin Tucker y Piotr Kropotkin).
Su pensamiento posmaterialista abre una corriente, hasta el momento inexistente en la teoría anarquista, hecho que le llevará a un conflicto ideológico con el mismo Kropotkin al que considerará cercano al positivismo. Sus teorías influirán en las nuevas corrientes filosóficas que surgen a fines del siglo XIX y comienzos del XX en torno al neokantismo y neoidealismo.

## Biografía y aportes teóricos
Nació en Santa Maria Maggiore (actualmente Santa Maria Capua Vetere) el 4 de diciembre de 1853 en el seno de una familia de clase alta. Su padre, Federico Malatesta, era un terrateniente y empresario de Campania y su madre, Lazzarina Rastoin, una dama francesa originaria de Marsella.
Errico fue el tercero de cuatro hijos, Emilia (1849), Aniello (1851), Augusto (1857), estudió en una Escuela pía y posteriormente en la universidad de Nápoles para estudiar medicina durante tres años sin llegar a graduarse.
En edad juvenil abraza los ideales republicanos de Giuseppe Mazzini. El 25 de marzo de 1868 es requerido por la Comisaría de Nápoles a causa de una carta de carácter subversivo dirigida a Víctor Manuel II; el 19 de marzo de 1870, aún con diecisiete años de edad, sufre la primera de una larga serie de detenciones policiales, tras un motín organizado por un círculo estudiantil republicano de la Universidad de Nápoles.
En el 1871, después de la Comuna de París, abandonó las ideas republicanas para abrazar el anarquismo; en el mismo año se inscribió en la federación napolitana de la Asociación Internacional de los Trabajadores.
En 1872 se fue a Suiza para participar en el Congreso internacional de Saint-Imier; en aquella ocasión se hizo amigo de Mijaíl Bakunin, de quien se considerará su discípulo. Posteriormente, Malatesta inicia un período de viajes con la finalidad de participar en distintas agitaciones sociales. Entre los países en los que viajó figuran Suiza, España, Egipto, Rumanía, Francia, Bélgica e Inglaterra. En Egipto fue uno de los impulsores del movimiento anarquista local. En marzo de 1885, para evitar la persecución en Europa, decide huir a la Argentina. Allá fundará sindicatos (la Sociedad Cosmopolita de Resistencia y Colocación de Obreros Panaderos), promoverá la organización del proletariado, y a la vez se introducirá en fuertes luchas ideológicas con anarquistas individualistas.
En 1889 vuelve a Italia e inicia una larga etapa de creación y fundación de periódicos y revistas libertarias como L'Associazione (1889), L'Agitazione (1897), L'Internazionale (1901), La Rivoluzione Sociale (1902), Volontà (1913), Umanità Nova (1920), Pensiero e Volontà (1924); de las cuales, las tres últimas son las más importantes por su prestigio entre la prensa anarquista internacional de la época. En 1891, en Suiza, funda el Partido Socialista Revolucionario Anárquico, uniendo anarquistas ciprinianos y anarquistas propiamente dichos. Después de ser condenado a siete meses de cárcel en Italia y a arresto domiciliario, escapa a Inglaterra desde donde pasa pronto a Estados Unidos. En 1900 vive en La Habana, y posteriormente se traslada a Nueva York y a Londres, donde trabaja de mecánico electricista durante 13 años, atento siempre a los movimientos sociales y a mantenerse al día con el pensamiento científico y filosófico. 
En 1907, en el Congreso Internacional Anarquista de Ámsterdam (Actas del Congreso), vuelve a verse envuelto en pugnas contra los anarquistas individualistas. Este mismo año publicará polémicos artículos atacando el sindicalismo como cúspide del anarquismo. Entendía por tal no a la participación de los anarquistas en sindicatos sino a que los mismos se fundiesen en ellos. Sostenía la necesidad de la participación en los sindicatos (y otras organizaciones populares de lucha) pero a la vez la necesidad de la organización política de los anarquistas.
En 1914 interviene en el Congreso del Fascio Comunista Anarchico, así como también participa en una campaña insurreccional dirigida contra la Monarquía de Saboya y la Santa Sede. Con la llegada de la Primera Guerra Mundial, Malatesta se muestra absolutamente partidario de la oposición activa al esfuerzo de guerra en todos los países por considerarla una guerra fratricida en provecho de los intereses de minorías explotadoras. Esto producirá la separación ideológica con Kropotkin (partidario de la alineación con Francia e Inglaterra). La separación se ejemplifica con la oposición de Malatesta al Manifiesto de los Dieciséis de Kropotkin.
En 1920 se produce una ola de ocupaciones de fábricas por parte de los trabajadores donde Malatesta participa, siendo inspirador del movimiento (desde la Unione Sindicale Italiana). Con la llegada de Mussolini, Malatesta es procesado por su participación antifascista en varias revistas. Prisionero en su domicilio, aislado y reprimido por el fascismo, muere el 22 de julio de 1932 en Roma.
En relación con sus teorías hay que decir que las desarrolló básicamente en un gran número de revistas y diarios que fundó y en los cuales participó activamente.

## Filosofía política

### Alejamiento ideológico con Kropotkin
Las teorías de Malatesta tienen una base y un origen en Kropotkin, a pesar de que se diferencian en ciertos puntos, aumentando este distanciamiento a lo largo de sus vidas.
Las diferencias con Kropotkin se pueden resumir en los siguientes puntos:
1. En primer lugar Malatesta, a diferencia de Kropotkin, cree que el anarquismo no se puede basar en el cientifismo. Afirma que el anarquismo es un ideal ético y social propuesto a la voluntad libre de los hombres, siendo la anarquía un orden natural, armonía de necesidades e intereses de todos, libertad completa en el sentido de una solidaridad asimismo completa, dándole un sentido ético y no científico a la definición.[3]
2. En segundo lugar, Malatesta, a diferencia de Kropotkin, afirma que la voluntad y la conducta del hombre no están predeterminadas y por lo tanto el hombre se forma socialmente.
3. En tercer lugar, critica la teoría de Kropotkin de «tomar del montón» (tomar los necesario que haya en los primeros momentos revolucionarios), ya que Malatesta afirma que no se debe esperar para empezar a producir y que no hay tal montón porque para él solamente la abundancia se lograba con el socialismo.[3]
4. En cuarto lugar, Malatesta reconocía que la realización inmediata del comunismo solo sería en sectores muy restringidos, así que el resto tendría que aceptar «transitoriamente» el colectivismo.[4]
5. En quinto lugar, mientras Kropotkin defendía la pequeña escala en la producción,[5] Malatesta respaldaba la producción a gran escala dentro del anarquismo.[6]
6. Y finalmente, una gran diferencia que los distanció definitivamente fue el posicionamiento de ambos ante la Primera Guerra Mundial: mientras Kropotkin apostaba por la intervención de los obreros en la guerra junto con Francia e Inglaterra, Malatesta fue un fervoroso opositor a la participación de los obreros en la guerra, viéndola como una simple lucha entre dos bandos igualmente imperialistas y procapitalistas.[3]

### Visión sobre el sindicalismo

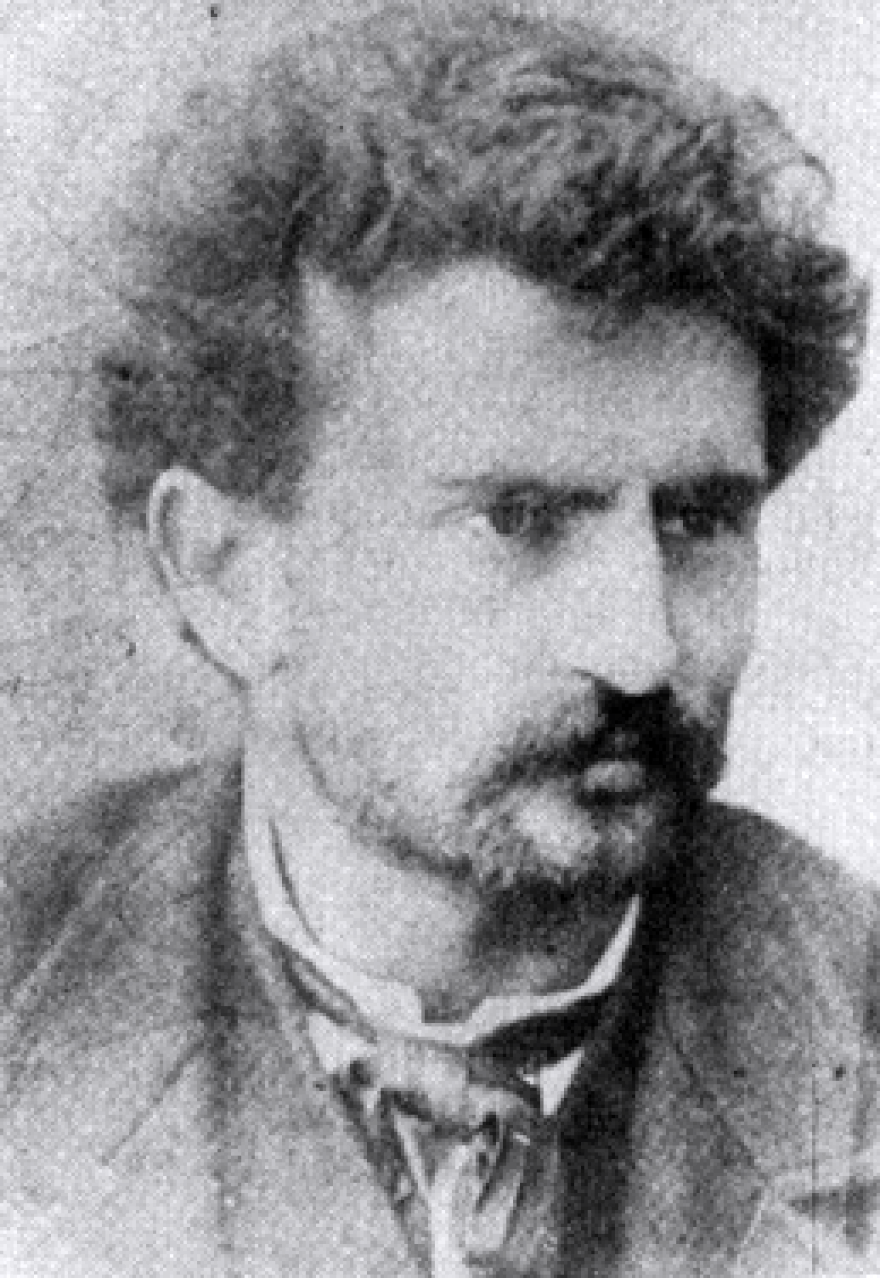
Errico Malatesta ¿hacia 1880?

Siguiendo con su pensamiento, cabe destacar su particular visión sobre el sindicato y su función dentro del movimiento anarquista. Malatesta parte de la premisa de que el sindicato es necesario, y que los anarquistas deben participar en él o fundarlo cuando este no exista. A pesar de esto, afirma que el sindicato es un medio y no una finalidad. Esta idea se basa en sus sospechas sobre el hecho de que el sindicato, si no se tiene clara su función y se le confunde con una organización política, puede convertirse en un pseudopartido, con tendencias jerarquizantes y autoritarias hacia la mayoría de los participantes que se acercan por su carácter reinvindicativo. A la vez, cree que el sindicalismo no debe caer en el error del oportunismo y conformismo social, ni en la pura defensa de los intereses particulares pero que hay una tendencia en el propio sindicalismo que lo lleva a caer en eso (de ahí la necesidad de la organización anarquista separada). La experiencia de la CGT francesa y el declinamiento del sindicalismo revolucionario ante la represión de los Estados y las concesiones de los mismos hacia sectores moderados y negociadores parecieran darle la razón para muchos anarquistas.

### Concepción económica
Respecto a su concepción en lo económico, la posición de Malatesta cambia a lo largo de su vida. En un primer periodo coincide con Kropotkin al considerar el comunismo como un sistema económico ideal. Para él comunismo significa que «todos trabajan y todos disfrutan de todo. Basta solo saber cuales son las cosas que se necesitan para satisfacer a todos y hacer de modo que todas estas cosas sean abundantemente producidas». Según el autor, no tendría que existir ni la moneda ni nada que la sustituyera, aunque sí un registro de las cosas pedidas y las producidas a fin de tener la producción a la altura de las necesidades. Textualmente cita que «lo que queremos hacer por la fuerza es poner en común los terrenos, materias primas, instrumentos de trabajo, edificios y todas las riquezas que actualmente existen» (algunos anarquistas interpretan que por esto se refiere no al establecimiento del comunismo sino a la toma de los medios de producción por parte de los trabajadores que los ponen en funcionamiento, esta interpretación tiene mucho sentido pues es lo que propone en el mismo texto del que está sacada esa cita). A pesar de esta afirmación, en un segundo momento de su vida, Malatesta sustituye este dogmatismo económico en torno al anarcocomunismo por otra idea: la de que cada localidad de personas experimente su sistema económico (mutualismo, individualismo, cooperativismo, colectivismo o comunismo). Aunque Malatesta está abierto a que las comunidades asuman el sistema económico que prefieran, tiene la certeza de que todas acabaran asimilando el comunismo como sistema económico ideal. De esta manera afirma que «Referente al modo de organizarse y de distribuir la producción el pueblo hará lo que quiera, tanto más cuanto que en la práctica puede verse cual es el mejor sistema (...) cuando se haya visto cual sistema es el mejor (el comunismo, según él), los demás lo irán adoptando».

### Organización política y social
Sobre la organización política Malatesta sigue un método muy didáctico: en primer lugar define el origen del Estado y del gobierno, posteriormente hace una crítica al sistema de Estado y de gobierno en la actualidad y finalmente propone la alternativa del anarquismo como organización social y política.
Para Malatesta la palabra Estado significa el conjunto de instituciones que sustraen al pueblo la gestión de sus propios asuntos, para, mediante la delegación, confiar a algunos individuos la facultad de hacer leyes sobre todos y para todos (en esto coincide con Engels). Además, Malatesta insiste en el hecho de entender como sinónimos Estado y gobierno. La abolición del Estado será, según él, la abolición de organización política que se apoya en la autoridad, y a la vez, la construcción de una sociedad libre y antiautoritaria con los motores de la armonía y el concurso voluntario, para satisfacer todas las necesidades sociales. 
El autor, a la vez, rechaza dos tipos de definiciones de Estado: en primer lugar, rechaza que estado se entienda como vínculo de conexión social, ya que por consiguiente, anarquía se podría entender como disgregación social. En segundo lugar, rechaza el concepto de estado meramente como poder central, ya que consecuentemente anarquía se podría entender solo como cantonalismo y comunalismo. Por estas dos razones, Malatesta propone evitar la frase «abolición de Estado» y sustituirla por «abolición de gobierno».
Sobre el concepto de gobierno, Malatesta apunta que este se ha constituido históricamente a partir de un hecho de fuerza (usurpación) o de la imposición por parte de un grupo social (predominio de la minoría sobre la mayoría). Respecto a este concepto, el autor nos da dos definiciones contrapuestas. La primera, que según él es la de «ellos» y consiste en entender gobierno como una entidad moral que contiene atributos de razón, justicia e independencia, con un poder social abstracto. La segunda definición, que según Malatesta es la de «nosotros», definiendo el gobierno como un conjunto de gobernantes que legislan para reglamentar las relaciones del hombre, que decretan, que fuerzan al servicio militar, que castigan, que monopolizan, que declaran la guerra y que obligan a todo el mundo con la finalidad de designios particulares. Su crítica al gobierno se basa en el hecho de que los gobernantes no pueden estar excepcionalmente dotados para apartar a los propios individuos de sus deliberaciones.
Una vez rechazado por amplias razones el concepto de Estado y gobierno, Malatesta propone la anarquía como modelo social y político en sustitución del modelo que impera en la actualidad.
Según Malatesta, el anarquismo tiene una única razón de ser, y es la rebelión moral contra la injusticia. El anarquismo nace cuando alguien ve que las causas de todo mal son las luchas entre los hombres con el dominio de los vencedores y la explotación de los vencidos; la sumisión de unos ante los otros a lo largo de la historia, con el consecuente nacimiento del capitalismo, el estado y la propiedad privada.
Para Malatesta, la base fundamental del método anarquista es la libertad. Según él, anarquía significa «no gobierno», es decir que el pueblo mismo tiene que decidir lo que hay que hacer y cuando hay que hacerlo. En el caso de darse situaciones que no se puedan resolver de manera instantánea se debería elegir delegados, los cuales serían personas escogidas entre las más inteligentes pero sin ninguna autoridad sobre las demás. Añade que la organización debe empezarse desde abajo e ir subiendo gradualmente (de lo simple a lo compuesto). Su concepción organizativa se basa en la existencia de muchas agrupaciones, dentro de las cuales existen los diferentes oficios, con sus respectivos delegados. Estos serían responsables de llevar las inquietudes de la agrupación a las asambleas, cuyas conclusiones serían devueltas a las agrupaciones. La finalidad de la anarquía se puede resumir en la necesidad de que surja una organización social cuyo objetivo sea el bienestar y la libertad, la reunión y la fraternidad humana.
Su pequeña crítica al movimiento anarquista es que, según él, a pesar de que no debe verse la anarquía como algo utópico y lejano, se ha descuidado mucho de qué manera se llega a ella, despreocupándose de los medios y caminos para implantarla. A la vez, hace algunas aclaraciones sobre el concepto de «anarquista» y critica al pseudoanarquista. Según Malatesta, no basta para ser anarquista creer en el ideal de la anarquía, sino que hay que luchar para alcanzarla, reclamando siempre libertad y justicia. También rechaza el hecho de aparejar el concepto de rebelde al de anarquista. Define a los rebeldes como individuos pertenecientes a la clase oprimida que no rechazan convertirse en opresores; individuos con mentalidad y sentimientos de un burgués frustrado. Por todo esto, rechaza la confusión entre rebelde y anarquista.
Un aspecto a destacar es la crítica a la democracia representativa que hace Malatesta. En primer lugar, su crítica se centra en el sufragio universal. Este, según el autor, se basa meramente en la cantidad, hecho que no contempla la equidad. Afirma que el sufragio universal no es nada más que la capacidad de saber engañar a la masa y que genera vencedores (con el cinismo de la mitad más uno) y vencidos. Además, el hecho de que el gobierno sea escogido por una mayoría no garantiza que este sea racional y justo, ni que obre en favor de los intereses comunes. También añade que además de los problemas estructurales del sufragio universal, los mecanismos electorales no son capaces de representar auténticamente a las mayorías. 
Para entender el origen del parlamentarismo, Malatesta nos habla de dos tipos de opresiones históricas: la opresión directa mediante la fuerza, o la indirecta, que será el origen del parlamentarismo. Así, el parlamentarismo moderno, no es más que la dominación de la clase capitalista mediante la fuerza aplicada sutil e indirectamente. El autor ejemplifica este engaño afirmando que el proletariado, en muchos países, obtiene mayorías en las elecciones del gobierno. Esto no es más que una concesión de la burguesía para evitar que el pueblo se emancipe absolutamente. Así, el derecho de sufragio concedido al pueblo no es más que algo ilusorio y que solo sirve para consolidar el poder de la burguesía, engañando de forma descarada al proletariado. Por todo esto, Malatesta afirma que "aun con el sufragio universal, el gobierno ha continuado siendo el gendarme de la burguesía."

### Crítica al marxismo y el bolchevismo
Es importante también la crítica que Malatesta hace al marxismo y al bolchevismo que podemos resumir en cuatro puntos.
1. Primeramente Malatesta afirma que el comunismo no es el resultado lógico y necesario de las fuerzas económicas sino el producto de una conciencia generalizada de la solidaridad entre los hombres, diferenciándose del concepto marxista y bolchevique de comunismo.
2. En segundo lugar critica el concepto de revolución que tiene por meta instaurar la dictadura revolucionaria del proletariado ya que para él no consiste en la toma del poder por parte de la clase obrera ni en implantar una dictadura del proletariado; en oposición a esto, Malatesta considera la revolución como un medio para liquidar a todo gobierno y para la toma de posesión, por parte de los grupos trabajadores, de la tierra y los medios de producción.
3. En tercer lugar, el autor se aleja del bolchevismo ya que para él la edificación de una sociedad comunista debe concebirse como resultado de un largo proceso evolutivo y no puede ser uniforme ni simultáneo. Para el autor "ningún sistema puede ser vital y liberar realmente a la humanidad de la atávica servidumbre, si no es fruto de una libre evolución".
4. Finalmente, en relación con la definición de rebelde vista anteriormente, se puede entender, aunque sutilmente, que los individuos a los que se refiere el autor (aquellos pertenecientes a la clase oprimida que no rechazan la idea de convertirse en opresores) responden claramente a los bolcheviques y a su idea de la dictadura del proletariado.

### Antiindividualismo
Ya conocemos, por lo citado en la biografía, los múltiples conflictos que Malatesta tuvo con anarquistas individualistas. El autor siempre fue contrario al individualismo, hecho que le llevó a la enemistad entre algunos grupos anarquistas. El autor afirma que la acción social no es más que el resultado del conjunto de las iniciativas individuales. A la vez, ve la necesidad de que la suma de individuos concurra al mismo objeto para evitar divergencias y oposiciones. Afirma que el socialismo libertario no es más que la voluntad de impedir que ciertos individuos opriman a los otros, negando rotundamente la falsa definición de que el socialismo libertario se basa en aumentar la independencia individual en detrimento de lo social. Su antiindividualismo se da a conocer cuando Malatesta afirma que es imposible la existencia del individuo fuera de la sociedad. Es más, el individuo humano existe gracias a la sociedad, el entorno y la historia; entendiendo su existencia como resultado de incontables generaciones pasadas y también como resultado de la colaboración solidaria entre sus contemporáneos. Malatesta llega a afirmar la imposibilidad del pleno individualismo ya que cualquier actitud individual influye directa o indirectamente en la sociedad. Así pues, contrapone el individualismo al concepto de solidaridad.

### El concepto de solidaridad
Finalmente, es importante poner énfasis en el concepto de solidaridad, ampliamente desarrollado por el autor. Según Malatesta, el principio básico de la anarquía es la solidaridad voluntaria. Su extensa teoría sobre la solidaridad empieza con los orígenes de ésta. El ser humano, dentro de su entorno natural, necesita asegurarse la existencia de una manera necesaria, instintiva e inconsciente, mediante dos tipos de lucha. La primera, de carácter individual contra su entorno y contra otros individuos. La segunda, mucho más importante, mediante la cooperación, el apoyo mutuo y la asociación contra factores naturales que niegan el desarrollo y el bienestar. Así pues, la conclusión es obvia: la cooperación es la única manera que el hombre tiene para progresar. El hombre ha podido salir del estado de animalidad gracias a su instinto de sociabilidad cooperativa, haciendo que la conservación de la especie mediante la solidaridad llegue a ser el fondo de la naturaleza moral del hombre. Malatesta destaca la adquisición del lenguaje como factor vital para llegar a la sociabilidad.
El hombre tiene la capacidad de asociarse de modo extensivo. Esto lo distingue de los animales, ya que su capacidad asociativa no llega más allá de una comunidad. Por ejemplo, las hormigas pueden asociarse dentro de un hormiguero, pero nunca con las hormigas de otro hormiguero.
Malatesta coincide con Bakunin cuando afirma que la emancipación individual no es posible sin la emancipación colectiva, mediante la solidaridad.
El autor ve la solidaridad como un concepto natural y evolutivo ligado al hombre. A pesar de esto, ve un quiebre entre solidaridad y humanidad en un determinado momento de la historia. Desde el momento en que algunos hombres descubrieron que podían aprovecharse de la cooperación y solidaridad de todos los otros, les sometieron bajo su dominación. Así, la solidaridad que tendría que haber llegado a todas las relaciones humanas, sufrió un cambió de dirección que conllevó el nacimiento de la propiedad privada y el gobierno. De este modo se ha desviado la lucha de todos para el bienestar de la humanidad por la lucha de todos contra todos. Esta situación no puede cambiar hasta que los explotados de todo el mundo no se den cuenta que su libertad pasa por la posesión de los medios de producción, de la tierra y de los instrumentos de trabajo, es decir, la abolición de la propiedad individual. Con la abolición de ésta, el gobierno, su principal defensor, también debería desaparecer de tal modo que la cooperación y la solidaridad volverían a ser libres, voluntarias y directas y se desarrollarían en el más alto grado.
Llegado el estado de anarquía la solidaridad se expresaría en la libre organización del trabajo, en la distribución igualitaria de toda la producción, y el trabajo por el bienestar de todos (siendo este una diversión deseada ya que cada uno podría escoger aquel trabajo que se adaptase a sus inclinaciones). 
Así pues, resumiendo el amplio concepto de Malatesta sobre la solidaridad, hay que decir que ésta es natural en el hombre, que en determinado momento sufre un brusco cambio para ser aprovechada en beneficio de unos pocos, siendo la propuesta del autor la reubicación de la solidaridad hacia el bien de la humanidad llegando a un estado de anarquía, mediante la supresión de la propiedad privada y del gobierno.
Como conclusión, cabe destacar el aporte de Malatesta abriendo nuevos caminos en el anarquismo del siglo XX. Este hecho le costó el distanciamiento con los grandes clásicos, como es el caso de su alejamiento con Kropotkin.
Es interesante rescatar su concepción sobre el sistema de estado y de gobierno, su teoría sobre la solidaridad humana, su alejamiento del positivismo y su particular visión experimentadora en relación con el modelo económico anarquista.

## Algunas ediciones de sus obras
- Amor y anarquía (2016), Barcelona, Apuka Ediciones. (ISBN 978-84-944661-9-9)
- En el café (2018), Buenos Aires, Editorial Libros de la araucaria. (ISBN 978-987-1300-41-9)
- Entre campesinos (2015), Barcelona, Editorial Descontrol. (ISBN 978-84-16553-31-0)
- Escritos (2002), Madrid, Editorial de la Fundación de estudios libertarios Anselmo Lorenzo. (ISBN 978-84-86864-50-7)
- Ideario (1977), Madrid, Editorial Dogal Libers.(ISBN 978-8474630053)
- La revolución en la práctica (2017), Madrid, La Rosa Negra Ediciones. (ISBN 9788494688614)
- La anarquía (1994), Madrid, Editorial Padilla. (ISBN 978-84-87039-69-0)
- Nueva humanidad. Escritos para la difusión del anarquismo (2015), Madrid, Editorial Antorcha. (ISBN 978-84-606-8877-8)
- Socialismo y anarquía (1977), Madrid, Editorial Ayuso. (ISBN 978-8433600936)